# Streblocera cornigera
Streblocera cornigera är en stekelart som beskrevs av De Saeger 1946. Streblocera cornigera ingår i släktet Streblocera och familjen bracksteklar. Inga underarter finns listade i Catalogue of Life.